# Behati Prinsloo
Behati Prinsloo (Fokváros, Dél-afrikai Köztársaság, 1988. május 16. –) namíbiai származású modell, aki Victoria’s Secret modelljeként végzett munkájáról ismert.

## Életrajz
Behati Fokvárosban született, de kétévesen családja elköltözött Namíbiába. Édesanyja a dél-afrikai Fokvárosból származik, míg édesapja révén namíbiai származású. Behati elmondása szerint egy dél-afrikai fotós fedezte fel egy fokvárosi szupermarketban, ahol megkérdezte tőle, hogy akar-e modell lenni. Behati néhány nap múlva meglátogatta az ügynökséget, azután Sarah Doukas, a Storm Model Management ügynökség alapítója Londonba vitte, és megkezdődött karrierje modellként.
Megjelent az olasz Muse magazin és a brit The Daily Telegraph borítóján is. 2007 februárjában az orosz Vogue címlaplányaként is látható volt, ugyanezen év júniusában pedig az amerikai Velvet címlapján is szerepelt. Reklámkampányokat végzett többek között az Adore, az Aquascutum, a Chanel, a H&M, a Hugo Boss, a Kurt Geiger, a Marc by Marc Jacobs, a Max Studio és a Nina Ricci számára. Divatbemutatókon több cég és tervező ruháit is reklámozta, például: Prada, Paul Smith, Shiatzy Chen, Vera Wang, Marc Jacobs, Proenza Schouler, Versace, Chanel, Missoni, DKNY és Gap.
2008-ban a Victoria’s Secret modellje lett, és a Victoria Secret's Pink kollekció egyik arca. A models.com szerint a 13. legszexisebb modell.
Behati 2005 óta kapcsolatban élt Jamie Strachan angol modellel. Azon túl, hogy mindketten modellek, együtt is dolgoztak, többek közt Kayt Jones is fotózta őket az i-D magazinnak. 2012-től, következő párja a Maroon 5 énekese, Adam Levine volt, akivel 2013 márciusában szakítottak. Ezt követően Levine összejött Nina Agdallal, akivel júliusig együtt volt. Még ugyanebben a hónapban, Levine és Prinsloo újra összejöttek, az énekes képviselője pedig bejelentette az eljegyzésüket is.
2014. július 19-én a mexikói Los Cabosban tartották esküvőjüket. 2016 szeptemberében született meg első közös gyermekük Dusty Rose, akit 2018 februárjában követett második lányuk Gio Grace.
Behati elmondása szerint rajong a kávéért, a ketchupért és a pizzáért. Van egy Gollum névre hallgató kopasz macskája.